# Piazza d'armi (Torino)
Piazza d'Armi a Torino è stata una delle piazze destinate, nella storia della città sabauda, ai raduni delle truppe e alle loro parate.
Nel corso della sua storia, la capitale sabauda ha sempre avuto l'esigenza di disporre di grandi spazi per radunare l'esercito, necessità immancabile per tutte le città durante i secoli passati. Essa ha cambiato più volte la sua ubicazione nel corso dei secoli per l'espansione urbanistica.

## Storia
La città medievale e quella di antico regime non fu mai dotata di uno spazio monofunzionale destinato alle esercitazioni e alle manovre militari. Sebbene aree di questo tipo fossero diffusamente utilizzate (si pensi alle cittadelle quattrocentesche o ai «campi di marte» diffusi sin dal primo Cinquecento), Torino, sino all'epoca napoleonica, non risulta però esserne dotata. Nei secoli XVII e XVIII, invece, si preferì "militarizzare" la città stessa, assegnando funzioni logistiche per l'esercito alle piazze che andavano prendendo forma entro le aree di ampliamento urbano, le quali assunsero così, assai spesso, un connotato polifunzionale. Appartennero a questa categoria di spazi pubblici non solo l'area di rispetto che precedeva la cittadella – formalizzatosi, anche attraverso demolizioni, all'atto stesso della sua costruzione a partire dal 1564 –, ma anche la piazza del castello, la piazza reale (poi piazza San Carlo) sull'asse della contrada nuova (1646) e la piazza Susina (poi piazza Savoia) alle spalle dei Quartieri Militari juvarriani (1729). E, nel contesto della progettazione della città sei-settecentesca, assumeva dunque un'importanza prioritaria anche garantire il collegamento organico tra questi spazi e i sistemi deputati alla difesa, cittadella e capisaldi del fronte bastionato in primis.

### XIX secolo
Di nuova piazza d'armi si può parlare a partire dal 1817, quando a svolgere questa funzione fu adibita la zona a sud-ovest della città, nell'area compresa tra quelle che son poi divenute le direttrici di corso Giacomo Matteotti, via Alessandro Volta e la sua continuazione, via Giovanni Camerana, via Assietta e corso Galileo Ferraris (un'altra piazza d'armi, poi reintitolata a San Secondo). Nel 1850, sotto la spinta dell'aumento demografico, la piazza d'armi di San Secondo venne dismessa e il terreno lottizzato ed edificato. Per qualche anno fu adibita a tale funzione la zona compresa tra corso Matteotti, corso re Umberto, corso Stati Uniti e corso Vinzaglio, finché nel 1872 la nuova piazza d'armi divenne la zona compresa tra corso Galileo Ferraris, corso Peschiera (poi Luigi Einaudi), corso Castelfidardo e corso Montevecchio. Questa collocazione esistette fino agli inizi del 1900.

### XX secolo

La squadra di calcio della nella piazza d'armi torinese nel 1908

A seguito dell'urbanizzazione che portò al completamento del quartiere Crocetta, dello storico Stadium e di corso Duca degli Abruzzi (all'epoca corso Vinzaglio), la piazza d'armi venne nuovamente spostata nel 1910 in un’allora zona periferica dove, a partire dagli anni 1930, sorgerà il quartiere di Santa Rita, che conoscerà un maggiore sviluppo urbanistico a partire dagli anni 1950, fino ad espandersi totalmente negli anni 1960-1970.
Intorno alla nuova piazza d'Armi verranno edificate le caserme La Marmora (per un Reggimento di Bersaglieri, ridenominata Monte Grappa pochi anni dopo), Dabormida (per un Reggimento di Fanteria), Morelli di Popolo (per un reggimento di Cavalleria) e Riberi (Ospedale Militare)
Qui, davanti all'ampia spianata, sorse il nuovo Stadio Municipale Benito Mussolini (1933-1945), poi Stadio Comunale (1945-1986) e Stadio Comunale Vittorio Pozzo (1986-2005), in seguito Stadio Olimpico (2005-2016) e infine Stadio Olimpico Grande Torino. La piazza ha geometria quasi rettangolare (in realtà leggermente trapezoidale) con i lati minori allineati con la direzione del "decumano massimo", cioè est-ovest, e quelli maggiori allineati con il "cardine massimo", cioè direzione nord-sud. Il lati minori sono fiancheggiati a nord da corso Monte Lungo e a sud da corso Sebastopoli (poi piazzale Grande Torino), mentre a quelli maggiori, a ovest, da corso IV Novembre, e a est da corso Galileo Ferraris.

#### Incontri sportivi ufficiali
In Piazza d'Armi, nei primi anni del Novecento, la Juventus (dal 1897 al 1899 in gare non ufficiali; poi, dal 1900 al 1902, nel 1904 e nel 1907, in gare ufficiali) e il Torino (dal 1910 al 1913) disputarono le loro partite casalinghe.
Prima partita Juventus (Campionato Italiano di Football 1900)
| Arbitro: | Jourdan (Torino) |

|  |           |         |
|  | Marcatori | Colongo |

Ultima partita (casalinga) Juventus (Prima Categoria 1907)
| Arbitro: | James Spensley |

|              |           |           |
| Borel (rig.) | Marcatori | , Kämpfer |

Prima partita (casalinga) Torino (Prima Categoria 1909-1910)
| Arbitro: | Meazza (Milano) |

|                      |           |                              |
| Lang 51’, 59’ (rig.) | Marcatori | 13’, 84’, 77’, 39’ Rampini I |

Ultima partita Torino (Ultimo incontro ufficiale) (Prima Categoria 1912-1913)
| Arbitro: | Scamoni (Torino) |

|                                                                                                   |           |               |
| Goggio 40’ Debernardi II 41’, 70’, 87’ Mosso I 62’, 68’, 78’, 81’, 83’, 90’ Morelli di Popolo 88’ | Marcatori | 23’ Marchisio |

#### Dalla piazza al parco
Col tempo, Piazza d'Armi è diventato solo un toponimo a retaggio della propria storia e nome popolare, in quanto la zona in cui sorgeva è stata adibita a parco (ad eccezione di una porzione all'interno del parco stesso, denominata "Campo Porcelli", di proprietà del demanio e gestita dalla scuola d'applicazione dell'Esercito, comprendente un campo di atletica, un galoppatoio e servizi annessi); in essa operò dal 1958 al 1971 anche l'eliporto "Aldo Cavallo", per cui l'area divenne nota come parco dell'Eliporto fino alla fine degli anni settanta, quando assunse il corrente nome di "parco Cavalieri di Vittorio Veneto". Da molti anni il suo quadrilatero (2 152 metri il perimetro della cancellata) è il luogo di allenamento di numerosi atleti mezzofondisti e podisti, anche se principalmente amatoriali.

### XXI secolo

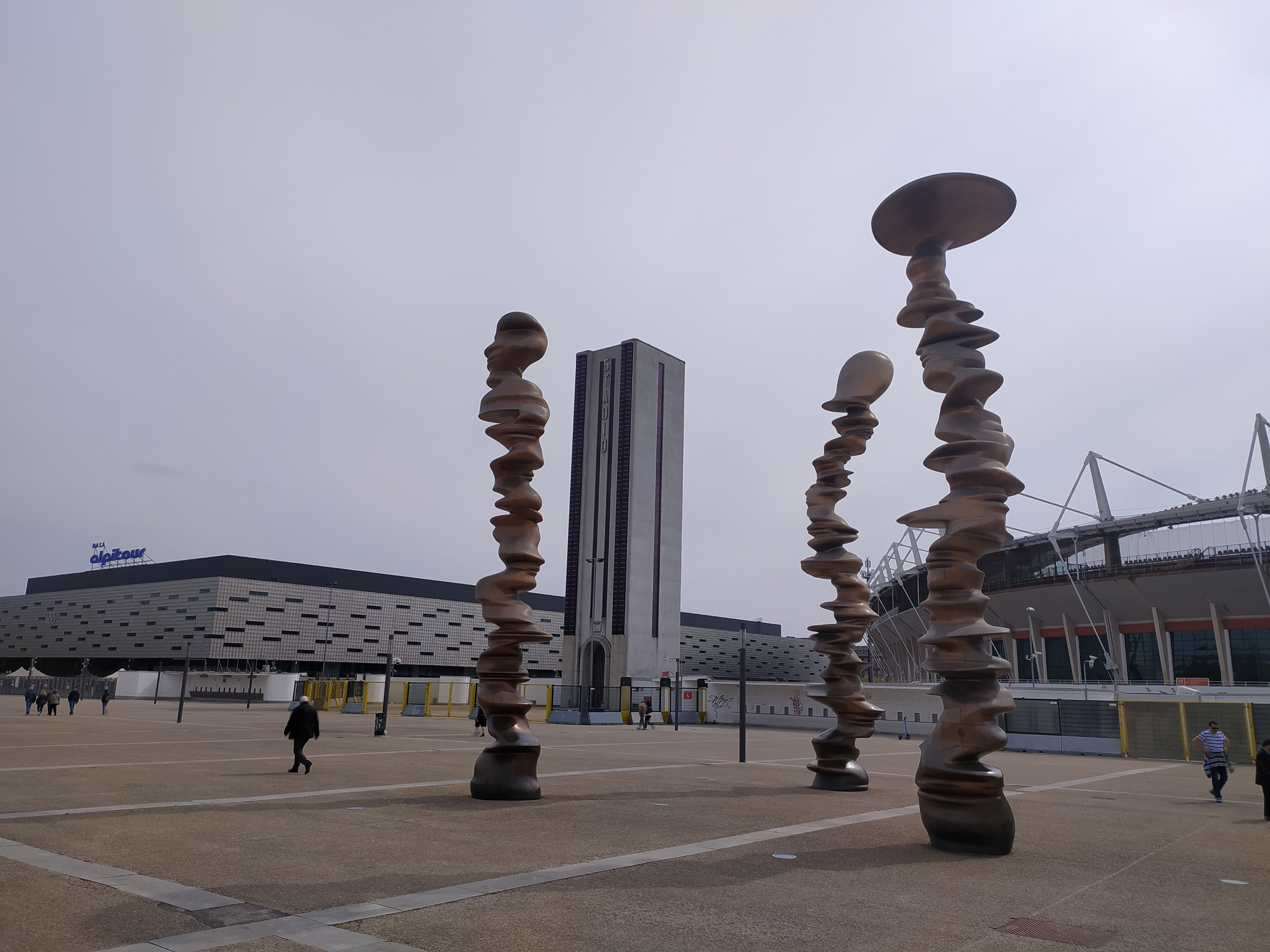
Piazzale Grande Torino con la scultura di Tony Cragg

Dal 2005 quest'area è stata profondamente trasformata in occasione dei XX Giochi olimpici invernali del 10-26 febbraio 2006, vedendo la sua completa ristrutturazione, la riorganizzazione del parco e rendendo pedonale un tratto di corso Sebastopoli che è il viale d'accesso allo Stadio Olimpico Grande Torino, il quale è stato sede delle cerimonie di apertura e di chiusura dei XX Giochi olimpici invernali e della cerimonia di apertura dei IX Giochi paralimpici invernali tenutasi il 10 marzo 2006, nonché al Palasport Olimpico. La sua forma rettangolare (con esclusione dell'area dello stadio) ha il lato minore lungo 400 metri e il lato maggiore lungo 755 metri.
 Inaugurata l'11 gennaio 2006, la piazzetta pedonale, che è stata creata al fine di unire le strutture olimpiche al parco Cavalieri di Vittorio Veneto (ex Piazza d'Armi), rappresenta una sorta di "giardino olimpico", dove è collocata una fontana a specchi, somigliante ad un canale d'acqua di 150 m che esalta la monumentalità dell'adiacente Torre Maratona: non a caso la piazzetta è sita proprio all'esterno della torre.